# 5
Anul 5 a fost un an care a început într-o zi de joi, după calendarul iulian. A fost anul consulatului lui Messalla și Cinna, și anul 758 după Ab urbe condita.  

## Evenimente

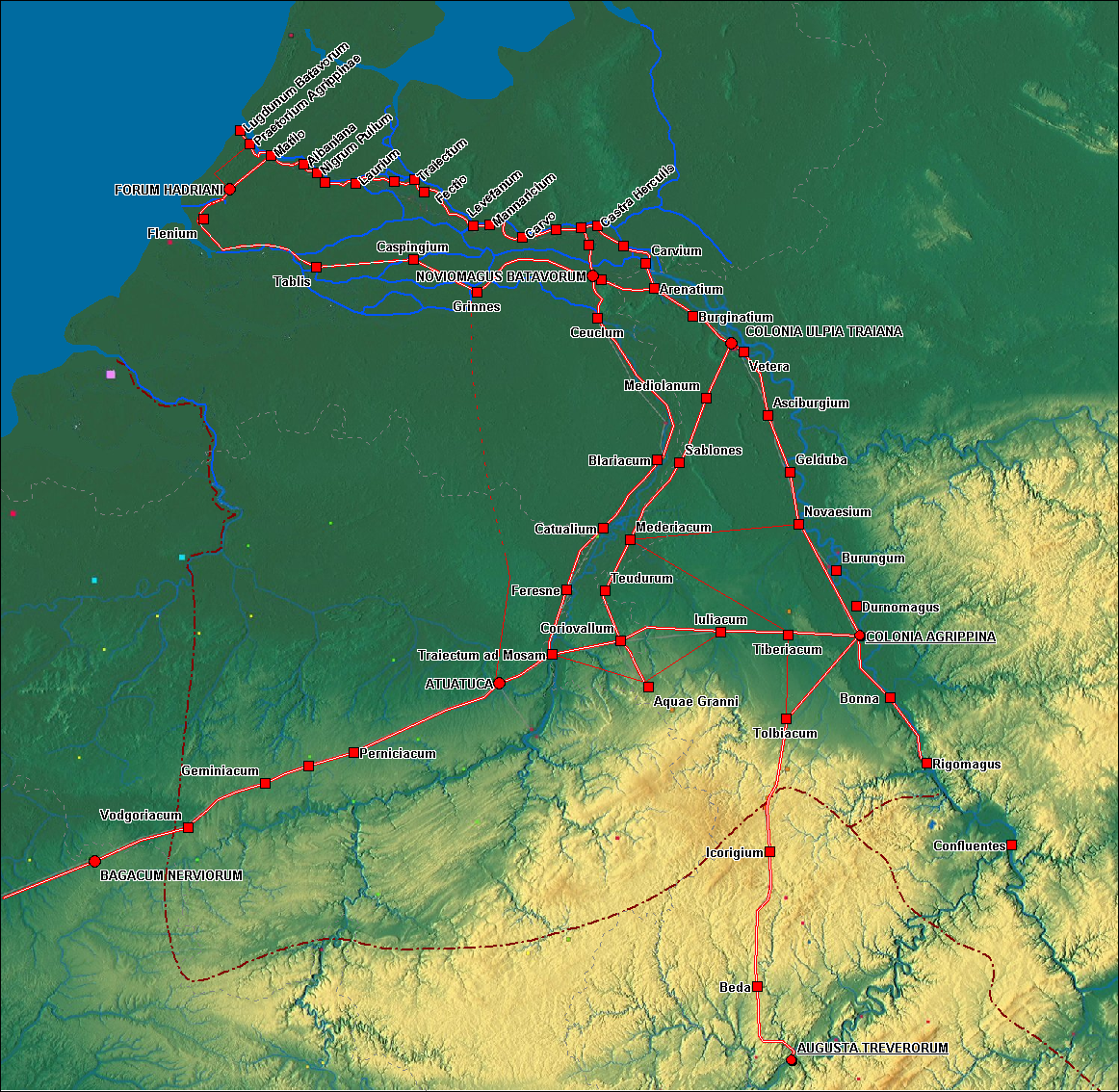
Drumurile si asezarile din Germania inferior

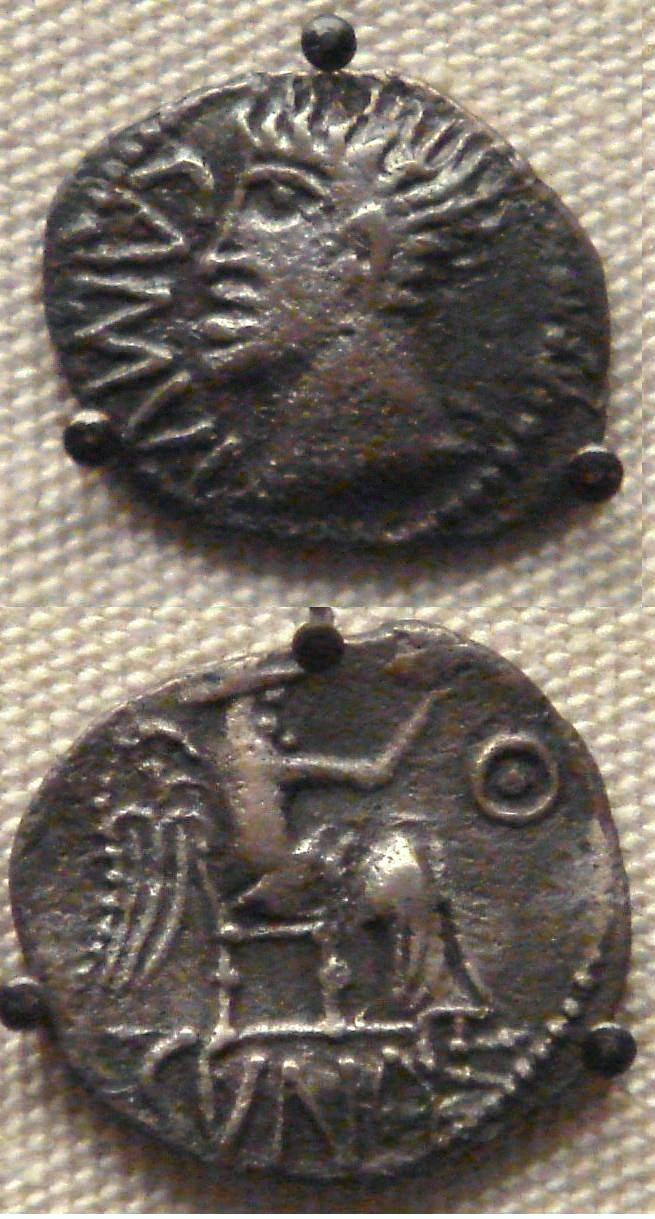
Moneda cu Regele Cunobelin al Britaniei

### După loc

#### Imperiul Roman
- Agrippina Major (n. Julia Vipsania Agrippina) se căsătorește cu Germanicus Julius Caesar, vărul ei de-al doilea.
- Drusus Julius Caesar, fiul lui Tiberius, se căsătorește cu Livilla.
- Gnaeus Cornelius Cinna Magnus și Lucius Valerius Messalla Volesus (sau Gaius Ateius Capito) devin consuli ai Romei.
- Polycharmus Azenius devine arhonte al Atenei.
- Roma îl recunoaște pe Cunobelinus, rege al catuvellaunilor, ca rege al Britaniei.
- Tiberius cucerește Germania Inferior.
- Triburile germanice cimbrii și charizii își trimit ambasadorii la Roma.

## Nașteri

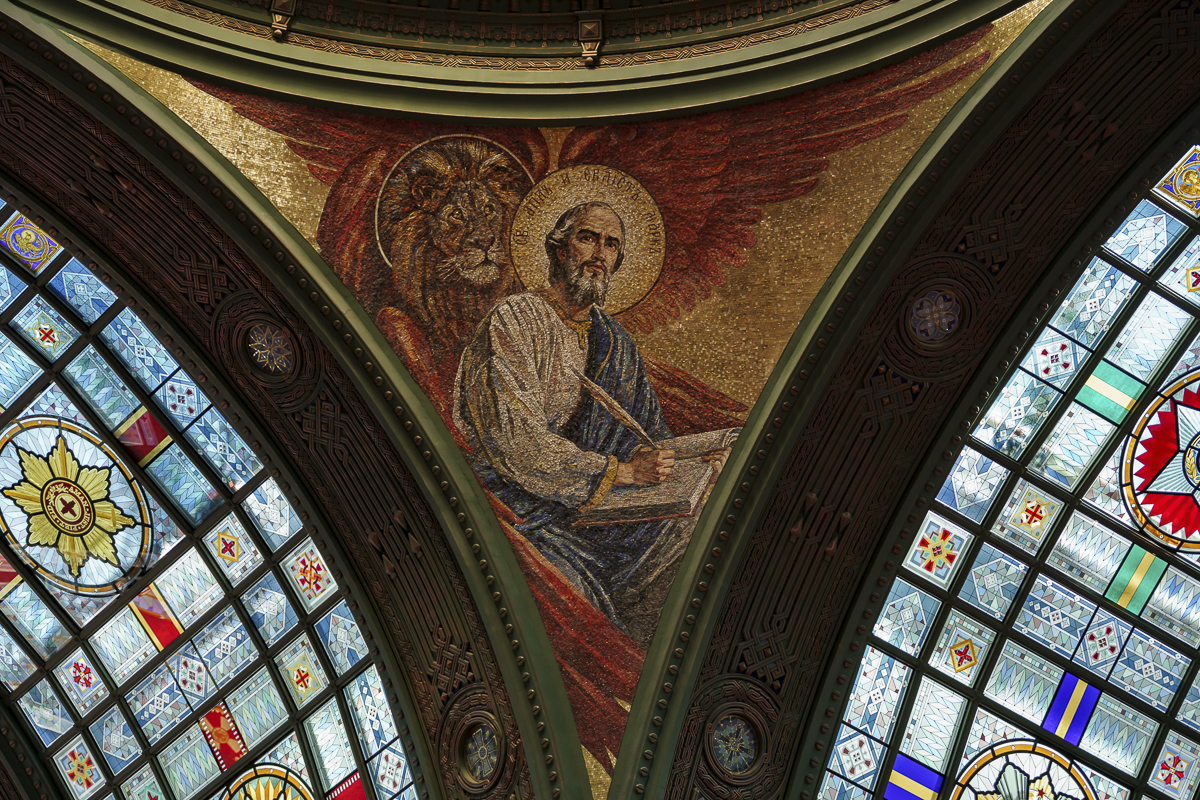
Marcu Evanghelistul
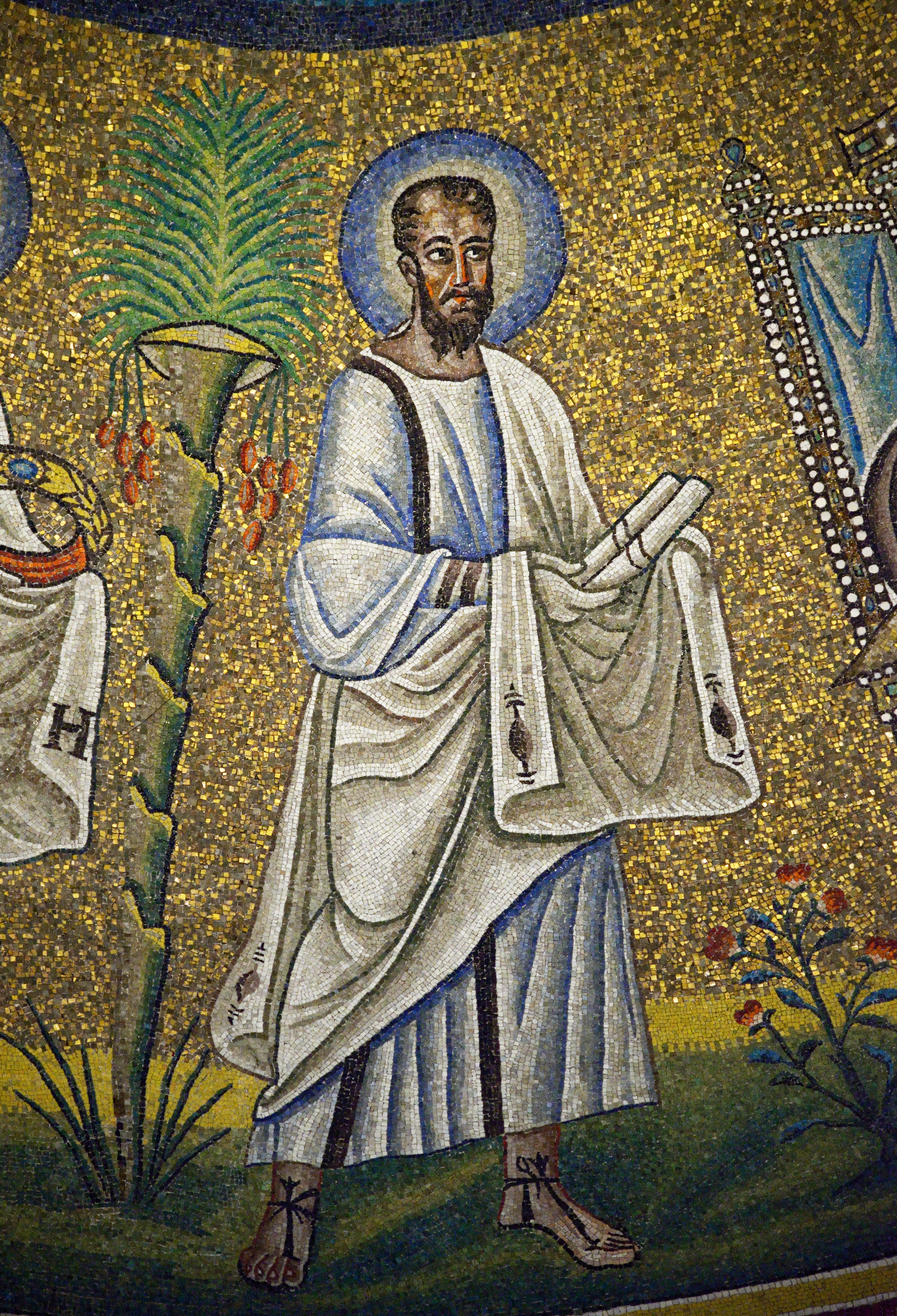
Apostolul Pavel

- Habib tâmplarul, discipol sirian și martir (d. ?)
- Marcu Evanghelistul, martir și ucenic al lui Christos, considerat autorul Evangheliei lui Marcu (d. ?)
- Pavel, apostol și predicator creștin evreu (d. 64/67)
- Ruzi Ying, strănepotul lui Xuan de Huan (d. ?)
- Yin Lihua, împărăteasă chineză, dinastia Han (d. ?)